# Albert Hemmo
Albert Hemmo, conosciuto anche come Abraham Hemmo (in ebraico אלברט חמו‎?; 8 luglio 1934), è un ex cestista e allenatore di pallacanestro israeliano.

## Carriera
Con Israele ha partecipato a quattro edizioni dei Campionati europei (1959, 1961, 1963, 1965).

## Palmarès
- Campionato israeliano: 3

Maccabi Tel Aviv: 1973-74, 1974-75, 1975-76
- Coppa di Israele: 1

Maccabi Tel Aviv: 1974-75